# 神よお赦し下さい、それが母親だったとは
『神よお赦し下さい、それが母親だったとは』（かみよおゆるしください、それがははおやだったとは、西: Dios la perdone: Y era su madre, 英: God forgive her: And she was his mother）は、フランシスコ・デ・ゴヤが1797年から1799年に制作した銅版画である。エッチング。80点の銅版画で構成された版画集《ロス・カプリーチョス》（Los Caprichos, 「気まぐれ」の意）の第16番として描かれた。本作品は売春婦を風刺したグループに属する作品で、《ロス・カプリーチョス》の最初の構想として描かれた素描集《夢》に準備素描が含まれている。

## 作品

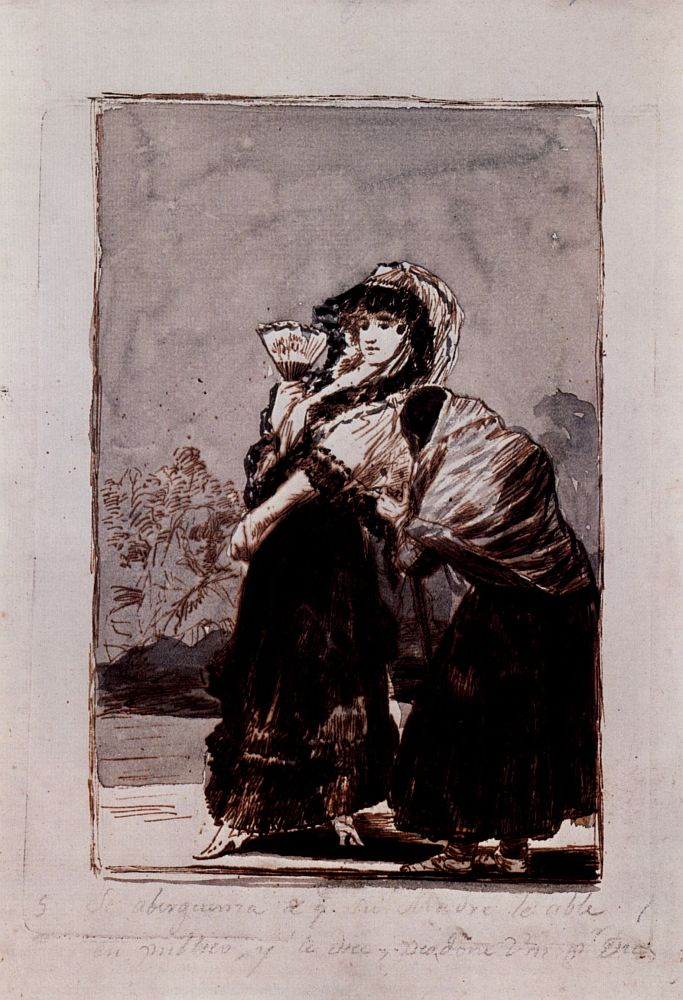
《夢》第20番「彼女は母親が往来で話しかけるのを恥ずかしく思い、「神様、お許しください」と言う」。

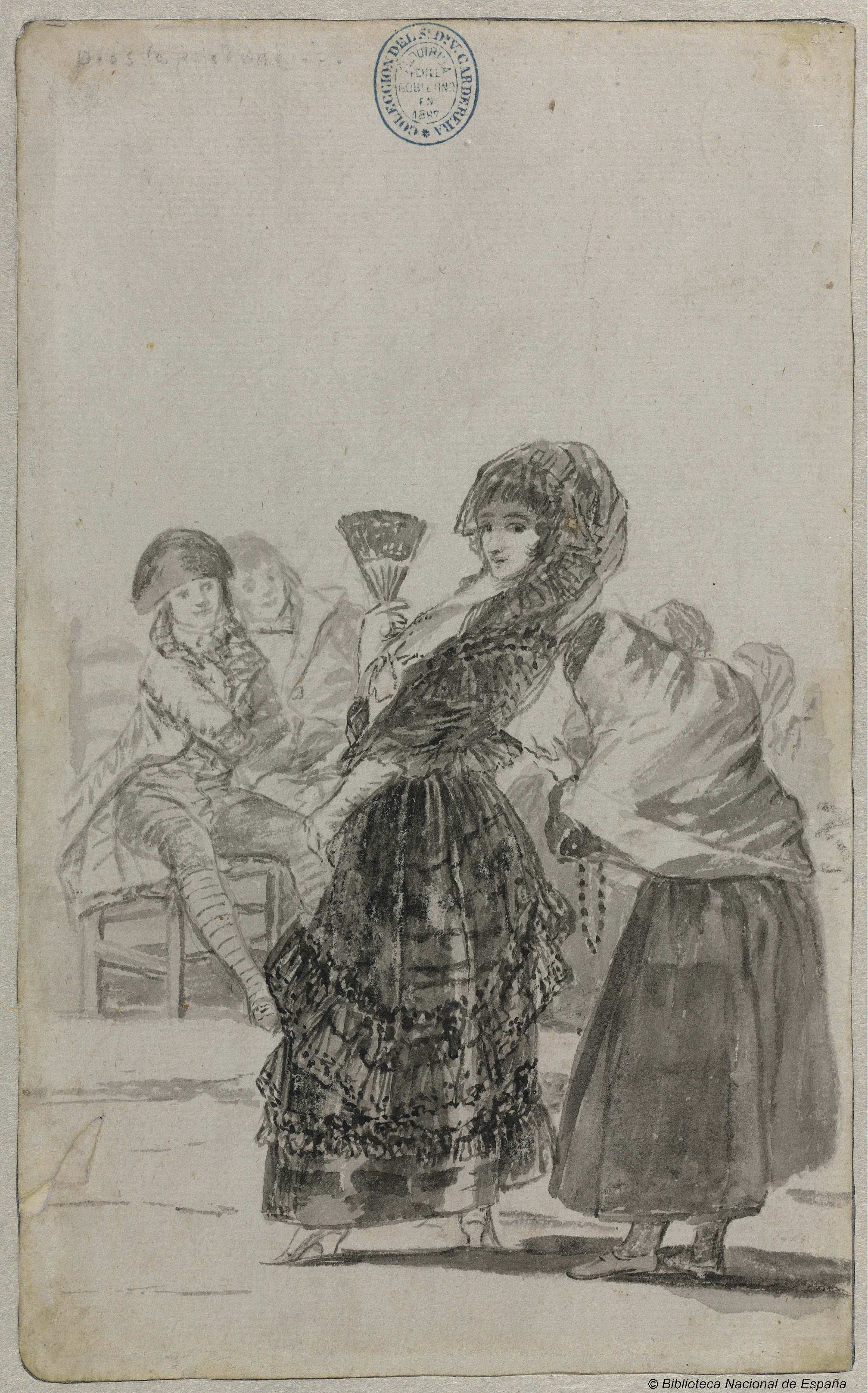
『素描帖B』第6番「マハに施しを乞う老婦人」。

マドリードの往来を若く美しい売春婦が散策している。彼女は物乞いの老女に話しかけられるが無視して歩き続ける。しかし老女は売春婦の後を追いかける。若い売春婦は高慢な態度で右手に持った半開きの扇子を見つめ、背後の老女のほうに振り向いているが、その視線は老女の姿を捉えていない。老女は頭頂部だけを覆っておらず、手に杖とロザリオを持っている。
ロペス・デ・アラヤ（López de Ayala） の手稿では「母親たちが物乞いをして歩き回っていることさえ知らない娘たちがいる」と記されている。またスペイン国立図書館所蔵の手稿でも「売春婦になった不道徳な娘は、おそらく物乞いをして歩き回っている母親さえ知らない」と記されている。プラド美術館に所蔵されているゴヤ直筆の手稿は本作品の物語をより詳細に解説している。すなわち「この女、小娘の頃にふるさとの村を飛び出してカディスの町で年季奉公を勤め、マドリードへやって来て富くじに当たったという筋書きだ。プラド通りに散歩に出かけると垢だらけの老いぼれ婆の物乞いに出くわした。追い払ってもしつこくついて来る。このお洒落娘（ペティメートラ）が振り返って見ると、なんてことだ･･･その哀れな老婆が彼女の母親であったとは」。描かれた若い女性は親のことをすっかり忘れているらしく、物乞いの老女が自分の母親であることに気づいていない。
国王カルロス3世の時代に近代化したプラド通り一帯はマドリード市民の憩いの空間であるとともに、男女が逢引きをし、売春婦たちが商売をする場であった。この作品は若い女性たちが売春婦となることで貧しい環境を脱し裕福な経済状況を手に入れていた、当時のマドリードの世相を批判している。ゴヤは売春婦が裕福になる一方で、その親が物乞いをするという仮借ない現実を題材とすることにより、美術史家アルフォンソ・ペレス・サンチェスの言葉を借りるならば「19世紀の社会派文学のロマン主義的な小冊子を思わせる」物語を描き出している。
題名は準備習作である素描集《夢》第20番「彼女は母親が往来で話しかけるのを恥ずかしく思い、『神様、お許しください』と言う」（Se aberguenza de que su Madre le able en publico, y le dice, perdone Vm por Dios）から発展している。ゴヤはこの題名を準備習作の図像の下に鉛筆で記している。
図像的には『素描帖B』第6番「マハに施しを乞う老婦人」（Vieja pidiendo limosna a una maja）にさかのぼる。その構図は準備習作に引き継がれ、準備習作と完成作との間にはほとんど差異は見られない。『素描帖B』の素描と準備習作および完成作との唯一の相違点は、『素描帖B』第6番の背景に描かれていた人物群が植物に置き換えられたことである。

## 来歴
手書きで題名が記された試し刷りが知られている。他の試し刷りでは2つのコロンではなくピリオドが記されている。

## ギャラリー
売春をテーマとする他の作品

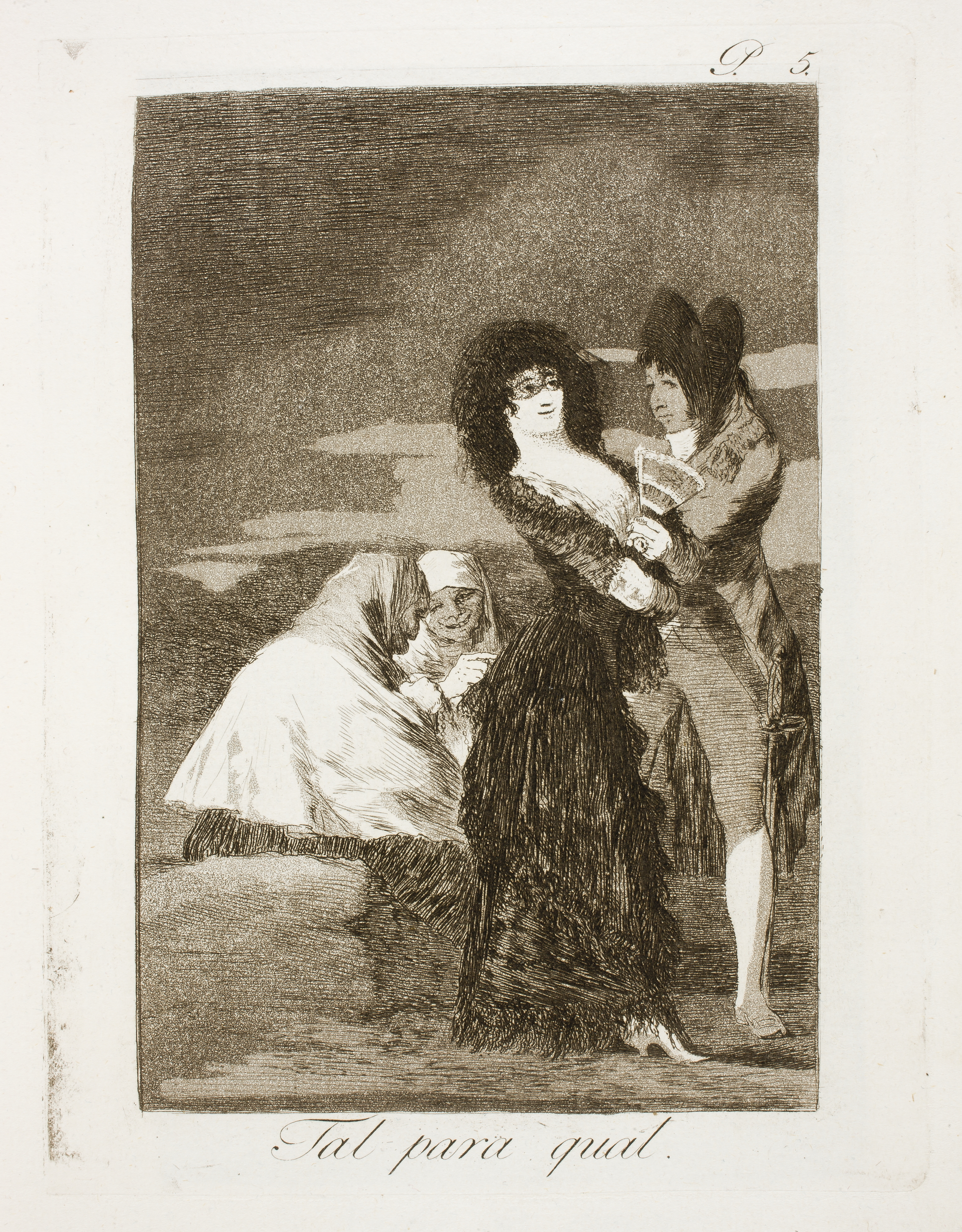
第5番「類は友を呼ぶ」
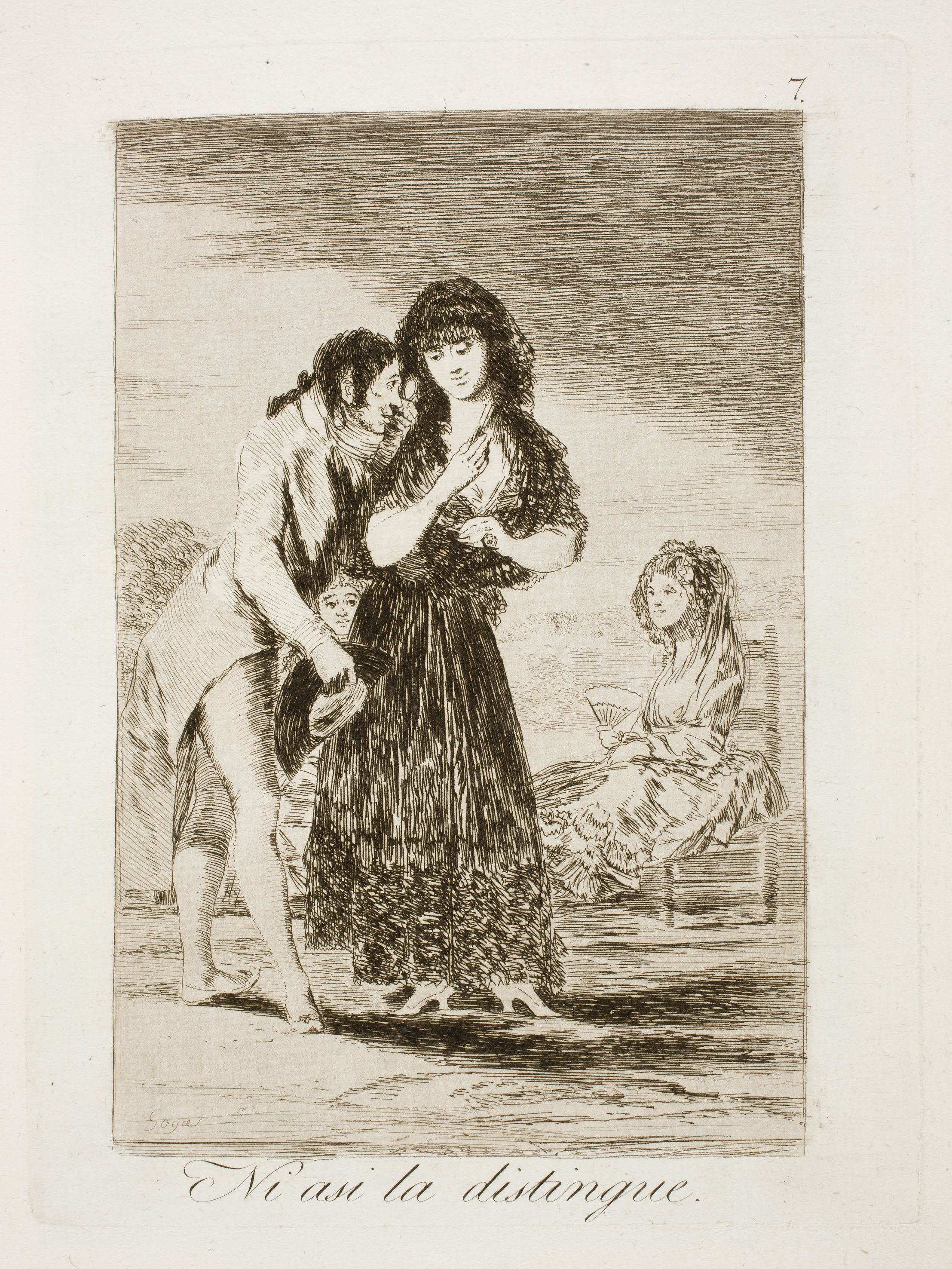
第7番「こんなにしても彼女が誰だか分からない」
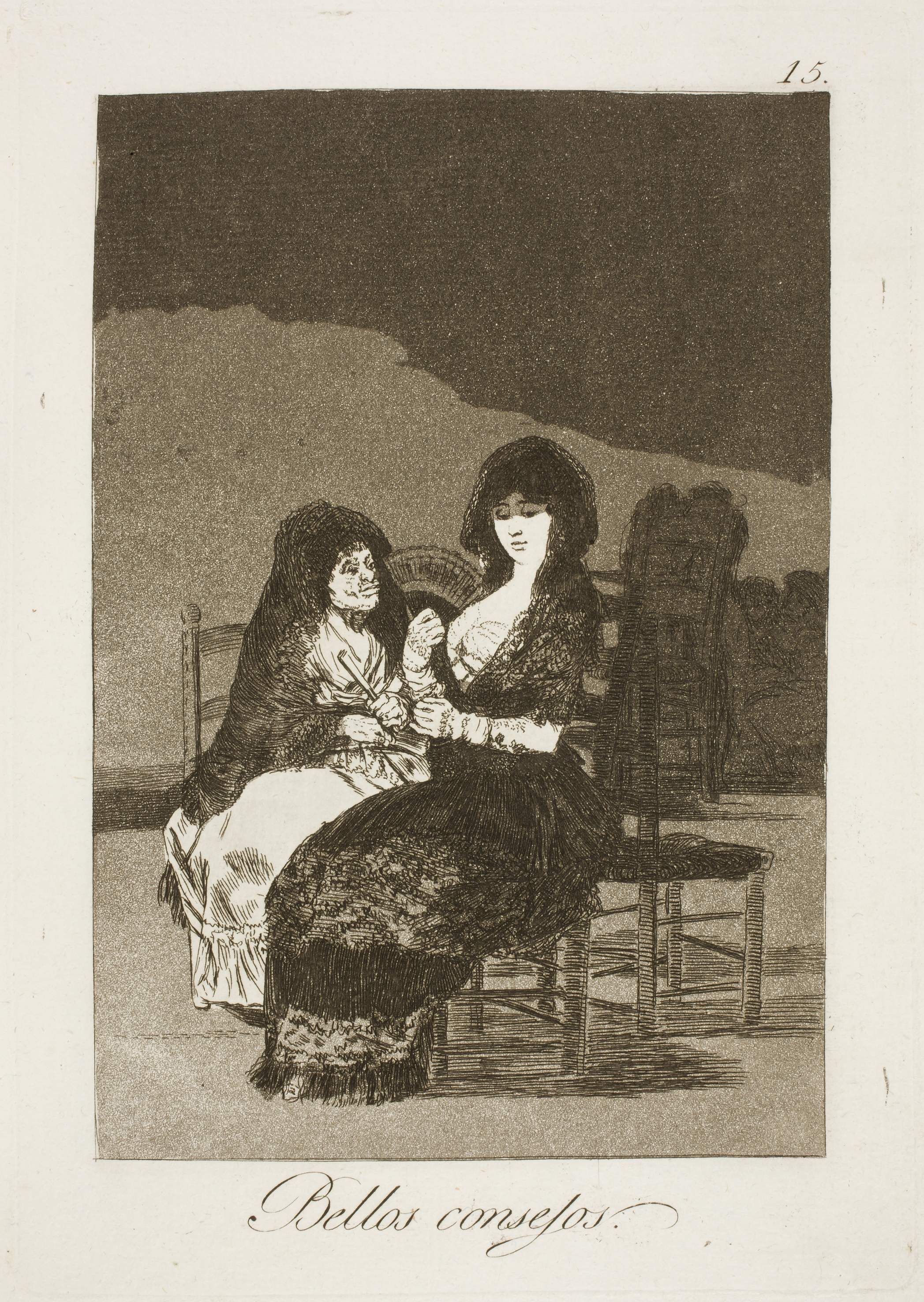
第15番「けっこうな忠告」
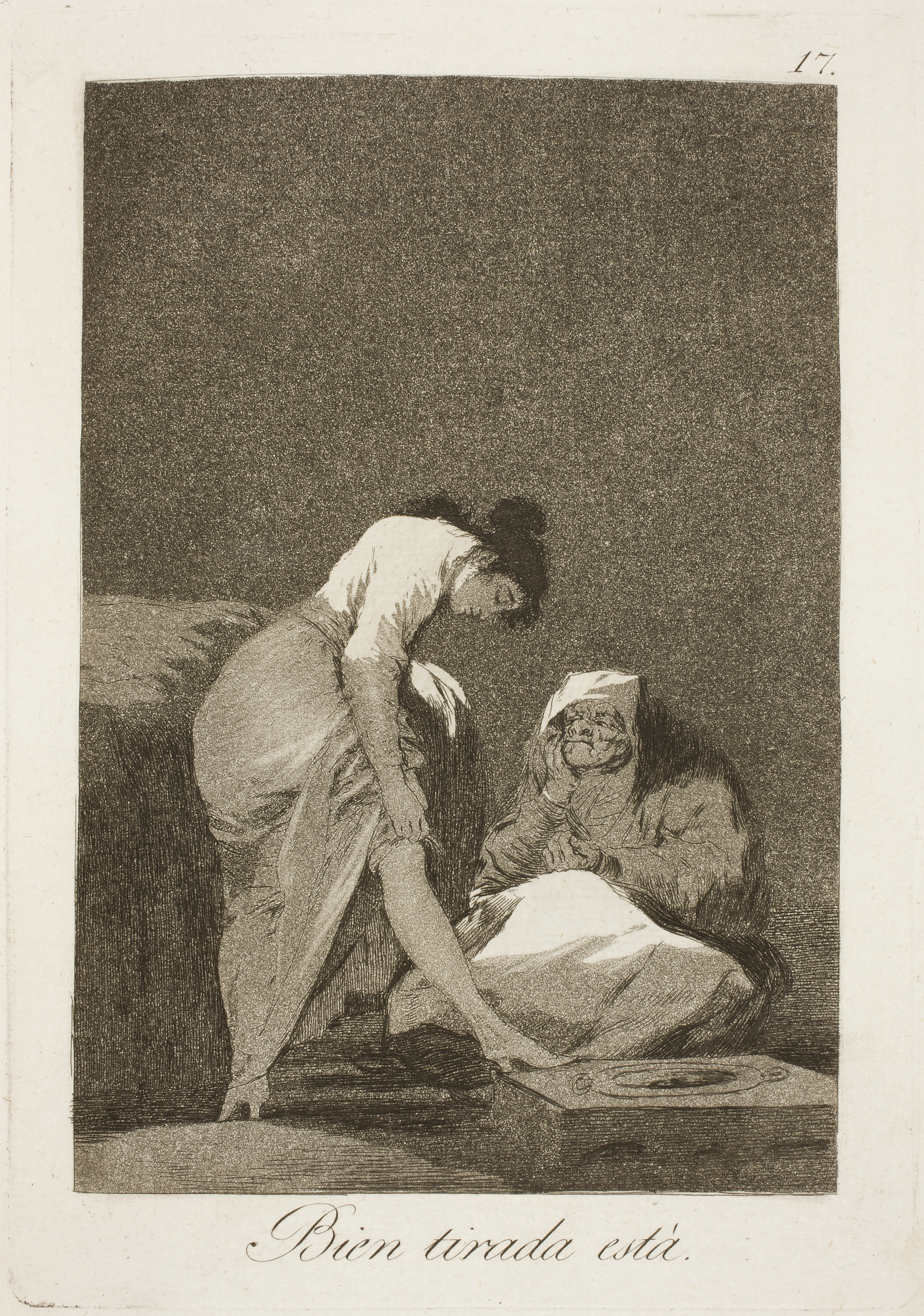
第17番「ぴったりよ」
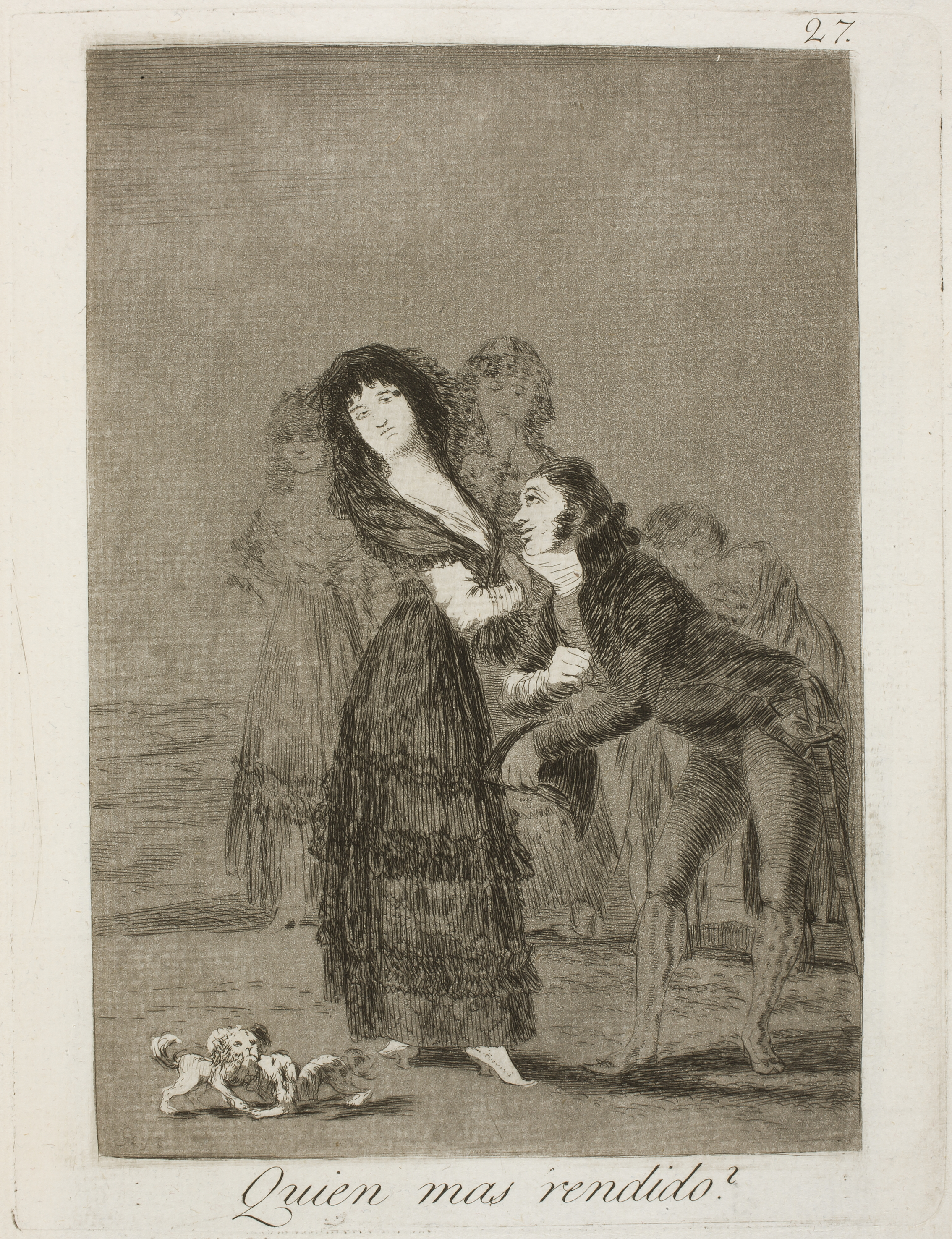
第27番「どちらの方が首ったけ」
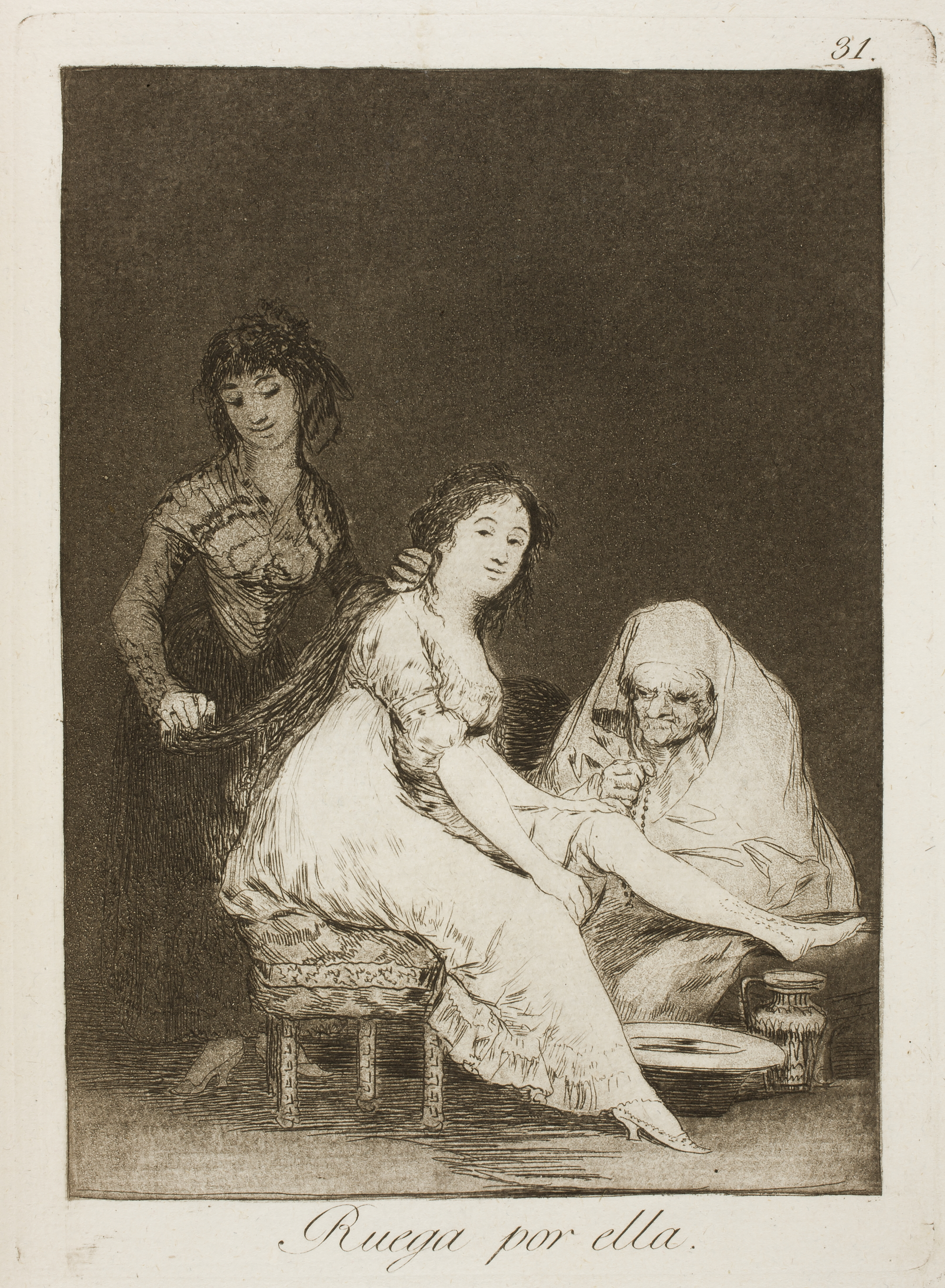
第31番「彼女のために祈っている」